# Lijst van oorlogsmonumenten in De Bilt
De Nederlandse gemeente De Bilt heeft 5 oorlogsmonumenten. Hieronder een overzicht.
| Nr.  | Object                            | Herdachte groep                                             | Ontwerper              | Onthulling       | Type            | Locatie                                        | Plaats                                            | Coördinaten                  | Foto                              |
| ---- | --------------------------------- | ----------------------------------------------------------- | ---------------------- | ---------------- | --------------- | ---------------------------------------------- | ------------------------------------------------- | ---------------------------- | --------------------------------- |
| 860  | Monument voor de N.H. kerk        | burgerslachtoffers                                          |                        |                  | reliëf          | Kerkdijk, 3615 BA                              | Westbroek                                         | 52° 9' 4" NB, 5° 7' 34" OL   | Monument voor de N.H. kerk        |
| 1902 | Herdenkingsmonument van Bilthoven | allen, burgers voormalig Nederlands-Indië, verzet Nederland | Jaap Kaas (04-08-1898) | 13 december 1958 | zuil            | Soestdijkseweg Zuid 173, bij Jagtlust, 3721 AB | Bilthoven                                         | 52° 7' 16" NB, 5° 11' 53" OL | Herdenkingsmonument van Bilthoven |
| 2295 | Plaquette in het NS-station       | burgerslachtoffers                                          |                        | 11 november 1948 | plaquette       | Soestdijkseweg Noord 301, 3723 HA              | Bilthoven                                         | 52° 7' 49" NB, 5° 12' 20" OL | Plaquette in het NS-station       |
| 2378 | Monument aan de Soestdijkseweg    | geallieerde militairen, burgerslachtoffers                  | Cees Morsch            | 20 oktober 2003  | beeld/sculptuur | Soestdijkseweg Zuid 15, 3732 HC                | De Bilt                                           | 52° 6' 20" NB, 5° 11' 11" OL | Monument aan de Soestdijkseweg    |
| 4265 | B-17 monument                     | geallieerde militairen                                      |                        | 28 mei 2014      | beeld/sculptuur | Versteeglaan/ Groenekanseweg                   | Groenekan                                         | 52° 7' 23" NB, 5° 9' 10" OL  |                                   |
|      | Stolpersteine                     | Joodse oorlogsslachtoffers                                  | Gunter Demnig          |                  | plaquette       | Zie Stolpersteine in De Bilt                   | Bilthoven, De Bilt, Hollandsche Rading, Westbroek |                              | Meer afbeeldingen                 |

Amersfoort ·
Baarn ·
Bunnik ·
Bunschoten ·
De Bilt ·
De Ronde Venen ·
Eemnes ·
Houten ·
IJsselstein ·
Leusden ·
Lopik ·
Montfoort ·
Nieuwegein ·
Oudewater ·
Renswoude ·
Rhenen ·
Soest ·
Stichtse Vecht ·
Utrecht ·
Utrechtse Heuvelrug ·
Veenendaal ·
Vijfheerenlanden ·
Wijk bij Duurstede ·
Woerden ·
Woudenberg ·
Zeist